# Microschizaea
Microschizaea, biljni rod iz porodice Schizaeaceae. Postoji 7 vrsta (17) raširenih po Maleziji, Australiji, Novom Zelandu i Pacifiku. Jedna vrsta je iz tropske i južne Afrike, i jedna iz  subantarktika i juga Južne Amerike

## Vrste
1. Microschizaea australis (Gaudich.) C.F.Reed
2. Microschizaea fistulosa (Labill.) C.F.Reed
3. Microschizaea hallieri (A.Richter) C.F.Reed
4. Microschizaea malaccana (Baker) C.F.Reed
5. Microschizaea robusta (Baker) C.F.Reed
6. Microschizaea rupestris (R.Br.) C.F.Reed
7. Microschizaea tenella (Kaulf.) C.F.Reed